# Харруи, Абду
Абдулрахман (Абду) Харруи (нидерл. Abdoulrahmane "Abdou" Harroui; род. 13 января 1998, Лейден, Нидерланды) — нидерландский и марокканский футболист, полузащитник итальянского клуба «Фрозиноне».

## Клубная карьера
Харруи — воспитанник роттердамской «Спарты». 24 февраля 2018 года в матче против АЗ он дебютировал в Эредивизи. По итогам сезона клуб вылетел из элиты, но игрок остался в команде. 18 ноября в поединке против НЕКа Абду забил свой первый гол за «Спарту». В 2019 году Харруи помог команде вернуться в элиту.
31 августа 2021 года перешёл на правах аренды в итальянский «Сассуоло»